# Nisza

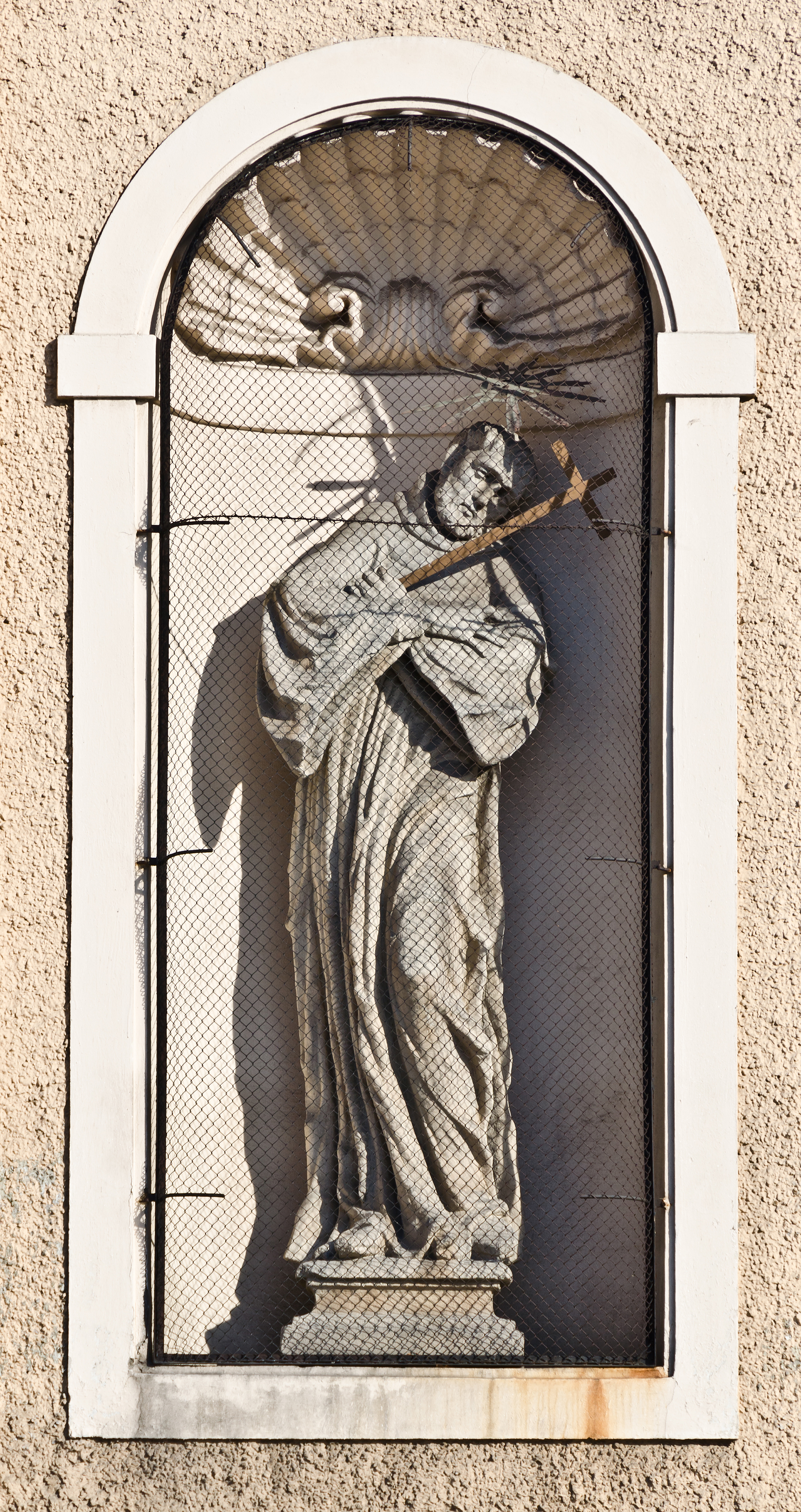
Nisza w fasadzie Kościoła Matki Bożej Różańcowej w Kłodzku

Nisza – wnęka, wgłębienie w fasadzie lub w ścianie wewnątrz budynku przeznaczona do celów zdobniczych, kultowych.
Stawiano w niej posągi, urny albo pozostawiano puste (w okresie manieryzmu). Wgłębienie może być prostokątne lub półokrągłe, górą zamknięte prosto gzymsem, półkolem (konchą) lub niewielkim trójkątnym frontonem. Nisza może być również ujęta w kolumienki lub pilastry.